# Banganarti
Banganarti, stanowisko archeologiczne w Sudanie przylegające do wsi o tej samej nazwie. Położone jest na prawym brzegu Nilu, około 10 kilometrów na południowy wschód od Starej Dongoli. Badania archeologiczne pozwoliły zidentyfikować pozostałości kościoła oraz otaczającej go ufortyfikowanej osady. W momencie założenia osada stanowiła wyspę otoczoną wodami Nilu – wskazuje na to nazwa nekropoli oznaczająca wyspę szarańczy.

## Badania archeologiczne
Od 1984 roku pracowała tu ekspedycja Royal Ontario Museum. Przez polskich archeologów stanowisko badane jest od 1998 roku. Znalazło się w obrębie prospekcji terenowej w ramach projektu Southern Dongola Reach Survey kierowanego przez Bogdana Żurawskiego, następnie (od 2001) rozpoczęto wykopaliska. Polska ekspedycja działa we współpracy z Sudanese National Corporation for Antiquities and Museums (NCAM), z ramienia Centrum Archeologii Śródziemnomorskiej Uniwersytetu Warszawskiego, Instytutu Kultur Śródziemnomorskich i Orientalnych PAN, a od 2016 roku także Instytutu Archeologii Uniwersytetu Rzeszowskiego. Prowadzi badania archeologiczne oraz prace konserwatorsko-rekonstrukcyjne.
W pierwszych sezonach prace odbywały się w górnej, najmłodszej, części komu. Młodszy, Górny Kościół określa się nazwą Rafaelion II, od imienia jego patrona Archanioła Rafała. Dolny Kościół był najprawdopodobniej tego samego imienia, dlatego w odniesieniu do Górnego Kościoła używa się określenia Rafaelion II. Funkcjonował on od połowy XI do połowy XVIII wieku. Rozwijał się wokół niego ruch pielgrzymkowy, którego świadectwem jest blisko 1000 inskrypcji pozostawionych przez odwiedzających na ścianach Rafaelionu. Zapisane są głównie w języku greckim i staronubijskim lub ich mieszance.
Do najważniejszych odkryć w Banganarti należą malowidła. Na ścianach Dolnego Kościoła odkryto ich 15, zachowane były jednak znacznie gorzej niż te, które zdobiły wnętrze Rafaelionu II. Program ikonograficzny Górnego Kościoła jest niewątpliwie mocno zakorzeniony w teologii politycznej, królewskiej propagandzie. Trzynaście przedstawień to hieratyczne wizerunki króla, łącznie zabezpieczono 57 malowideł. Charakterystyczne są duże sceny figuralne przedstawiające króla nubijskiego, chronionego przez archanioła w towarzystwie apostołów. Ponadto zidentyfikowano sceny biblijne jak również wizerunki postaci świeckich – oprócz władców także dostojników.
Badania objęły też średniowieczne fortyfikacje z cegły mułowej, które wykazały między innymi obecność dwóch pożarów, zarejestrowaną w obrębie warstw muru, a także pozostałości osady otaczającej obiekty sakralne.